# Edgard-Raoul Duval
Pour les articles homonymes, voir Raoul-Duval.
Edgard-Raoul Duval, né le 9 avril 1832 à Laon et mort le 10 février 1887 à Monte-Carlo, est un magistrat et homme politique français.
Membre de la famille Raoul-Duval, il est le fils de Raoul Duval dit « Raoul-Duval » et, par sa mère, le petit-fils de Jean-Baptiste Say.

## Biographie

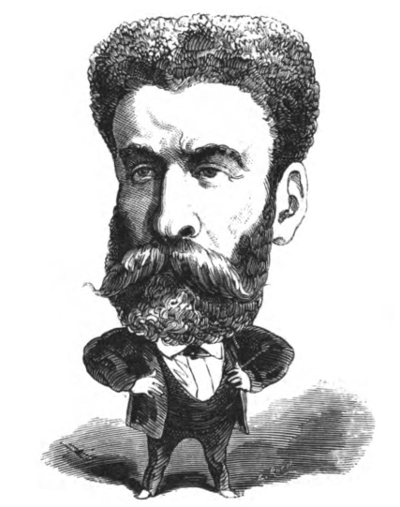
Caricature d'Edgard-Raoul Duval parue dans Le Trombinoscope de Touchatout en 1873.

Duval intègre très jeune la magistrature. En 1856, il est substitut du procureur impérial à Nantes ; il est ensuite successivement avocat général à Angers, à Bordeaux et à Nantes. Il est élu député de la Seine-Inférieure à l’Assemblée nationale le 2 juillet 1871, où il devient un orateur central, notamment lors du vote des lois constitutionnelles de 1875 instaurant définitivement la Troisième République en France.
Il est élu député de l'Eure dans la circonscription de Louviers le 20 février 1876 ; battu le 25 juin 1877 par un républicain, Jules Develle, il est réélu à la députation le 25 mai 1884, cette fois dans la circonscription de Bernay, qu'il représente à la Chambre des députés jusqu'à sa mort le 10 février 1887.
Affichant ses sentiments bonapartistes, il se montra un défenseur enthousiaste de « l'Appel au peuple ». Le 1er octobre 1880, à l’acquisition par la société anonyme du journal En Avant ayant acquis l’Ordre et le Peuple français d’Albert Huet, il se voit attribuer la direction politique de ces deux organes d’obédience bonapartiste. Son éloquence et son activisme politique lui valurent d'être qualifié, sans méchanceté, de « hanneton dans un tambour » par le journaliste Paul de Cassagnac.
Familier des salons parisiens comme de ceux de Rouen, il était lié d'amitié avec Gustave Flaubert. Les lettres que lui a adressées ce dernier ont été publiées. Il a été maire de Notre-Dame-du-Vaudreuil de 1878 à sa mort.
En 1886, il s’est distingué des conservateurs monarchistes (qui défendaient des intérêts dynastiques et s'opposaient au régime républicain) en essayant de fonder la « Droite républicaine », un groupe politique attaché aux idées conservatrices, mais acceptant les institutions républicaines. Cette même année, il participe à la création de l'« Association française pour la propagation du volapük », et devient membre du Comité central de l'association.
Souffrant depuis longtemps d’un rhumatisme larvé, qui remontait jusqu’au cœur, lors de crises durant plusieurs semaines, il commettait l’imprudence de se donner trop d’exercice. Resté alité pendant près d’un mois, en juillet 1886, il s’était livré, à peine guéri, à des parties de chasse et de canotage son château du Vaudreuil, qui l’avaient énormément fatigué. Parti récupérer dans le Midi, à la mi-décembre, il se rendait à pied jusqu’à Menton chez ses deux médecins, qui lui avaient pourtant défendu tout exercice, et allait le soir au théâtre, où il a été pris d’une syncope. Le lendemain, un refroidissement s’étant déclaré, à la suite d’une nouvelle imprudence, il est mort, la soirée suivante. À l’issue de ses obsèques, au temple protestant de l'Oratoire du Louvre, il a été inhumé au cimetière du Père-Lachaise. Son arrière-petite-fille, Nadine Raoul-Duval (1927-), a épousé en secondes noces l'écrivain Roger Nimier (1925-1962). Son arrière-petit-fils, Claude Raoul-Duval (1919-2018), aviateur dans les Forces françaises libres, est compagnon de la Libération. La famille Raoul-Duval est toujours à la tête d'un important groupe commercial (import-export : bois, café, rhum, caoutchouc, etc.) et industriel (chimie, engrais, produits végétaux, etc.) dont les origines remontent à 1826 au Havre.

## Sources
- « Edgard-Raoul Duval », dans Adolphe Robert et Gaston Cougny, Dictionnaire des parlementaires français, Edgar Bourloton, 1889-1891 [détail de l’édition]

## Liens